# Har Morsan
Har Morsan (hebrejsky: הר מורסן) je vrch v horském pásu Harej Jatvat o nadmořské výšce 406 metrů v severním Izraeli, v Dolní Galileji.
Nachází se na jihovýchodním okraji města Sachnin. Má podobu výrazného kopce s převážně odlesněnými svahy. Severní úbočí pokrývá okraj zástavby města Sachnin. Podél východní strany hory prochází údolí vádí Nachal Morsan. Podobné údolí ohraničuje vrch i na západní straně. Na jih od Har Morsan se rozkládá zvlněná zemědělsky využívaná krajina (sady), která pak za lokální silnicí 7955 spadá strmě do údolí Bejt Netofa.